# Đúc khuôn

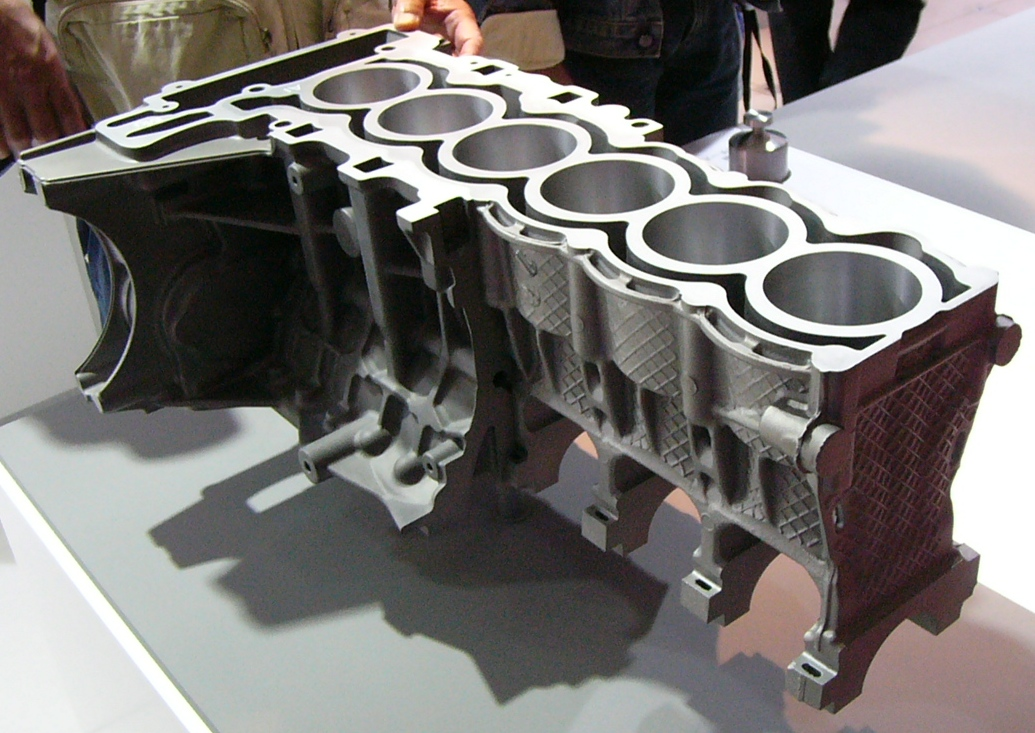
Thân máy đúc bằng nhôm và magie

Đúc khuôn (tiếng Anh: die casting) hay đúc áp lực là quá trình đúc kim loại với đặc trưng ép kim loại nóng chảy dưới áp suất cao vào trong lòng khuôn. Lòng khuôn được chế tạo bằng cách dùng hai nửa khuôn thép dụng cụ đã tôi cứng được gia công thành hình dạng và hoạt động tương tự như khuôn ép nhựa. Hầu hết các khuôn đúc được làm từ kim loại màu như kẽm, đồng, nhôm, magie, chì và hợp kim thiếc. Tùy vào vật liệu kim loại đúc sẽ sử dụng máy đúc áp lực buồng nóng hoặc buồng nguội.
Thiết bị đúc và khuôn kim loại đòi hỏi chi phí vốn cao dẫn đến hạn chế quá trình sản xuất khối lượng lớn. Sản xuất chi tiết bằng đúc áp lực tương đối đơn giản, chỉ bao gồm bốn bước chính, giúp giảm chi phí gia tăng trên mỗi thành phẩm. Phương pháp này đặc biệt phù hợp khi đúc số lượng lớn các chi tiết cỡ nhỏ đến trung bình, nên đúc áp lực tạo được nhiều sản phẩm hơn so với các phương pháp khác. Các chi tiết đúc khuôn có đặc điểm là bề mặt hoàn thiện rất tốt (theo tiêu chuẩn đúc) và kích thước nhất quán đồng đều.

## Lịch sử
Thiết bị đúc khuôn được phát minh vào năm 1838 với mục đích phục vụ phương pháp in sắp chữ cho ngành in. Năm 1849, bằng sáng chế liên quan đến đúc khuôn đầu tiên được cấp cho một máy vận hành bằng tay nhỏ nhằm cơ giới hoá việc tạo ra các con chữ trong in ấn. Năm 1885, Otto Mergenthaler phát minh ra máy Linotype có thể đúc khuôn toàn bộ dòng sắp chữ trong một thành phẩm. Việc này giúp cho thay thế gần như hoàn toàn kiểu sắp chữ thủ công trong ngành xuất bản. Máy đúc khuôn Soss sản xuất tại Brooklyn là chiếc máy đầu tiên được bán trên thị trường tự do ở Bắc Mỹ. Các ứng dụng khác phát triển nhanh chóng, phương pháp đúc khuôn tạo điều kiện cho sự phát triển hàng tiêu dùng và thiết bị, bằng cách giảm đáng kể chi phí sản xuất của các chi tiết phức tạp với khối lượng lớn. Năm 1966, General Motors đưa ra quá trình Acurad.

## Kim loại đúc
Các hợp kim đúc thường dùng là: kẽm, nhôm, magnesi, đồng, chì, thiếc và có thể cả sắt dù không phổ biến. Hợp kim đúc khuôn cụ thể như: nhôm kẽm; nhôm theo tiêu chuẩn Hiệp hội nhôm (The Aluminum Association - AA): AA 380, AA 384, AA 386, AA 390 và AZ91D magnesi. Dưới đây là khái quát ưu điểm từng hợp kim:
- Kẽm: kim loại dễ đúc nhất; độ dẻo cao; sức bền cao; dễ mạ; kinh tế với các chi tiết nhỏ; gia tăng tuổi thọ khuôn.
- Nhôm: nhẹ; hình dạng ổn định cao đối với hình thù phức tạp và thành mỏng; chịu ăn mòn tốt; cơ tính bền; dẫn nhiệt và điện cao; độ bền ít thay đổi ở nhiệt độ cao.
- Magie: kim loại dễ gia công nhất; tỷ lệ độ bền khối tốt; hợp kim nhẹ nhất phổ biến cho đúc khuôn.
- Đồng: độ cứng cao; chống ăn mòn cao; cơ tính cao nhất trong các hợp kim đúc; chống mài mòn tốt; hình dạng ổn định; độ bền tương đương thép.
- Silicon tombac: hợp kim có độ bền cao gồm đồng, kẽm và silicon. Thường được dùng thay thế cho chi tiết thép đúc tiết kiệm.
- Chì và thiếc: tỷ trọng cao; độ chính xác kích thước rất cao; dùng cho các dạng chống ăn mòn đặc biệt. Những hợp kim này không được dùng cho dịch vụ thực phẩm vì lý do sức khỏe cộng đồng. Kim loại đúc chữ là hợp kim chì, thiếc và antimon (đôi khi lẫn đồng) được dùng để đúc các chữ trong kỹ thuật in dập chữ và ép lá kim nóng. Đúc thủ công truyền thống đã nhanh chóng chuyển hóa thành đúc khuôn sau khi được công nghiệp hóa. Khoảng năm 1900, máy in kim loại nóng xuất hiện trên thị trường và được tự động hóa thêm, đôi khi có hàng tá máy đúc tại một tòa soạn báo.

Tính đến  năm 2008, giới hạn khối lượng cực đại cho đúc nhôm, đồng thau, magnesi và kẽm ước tính tương ứng khoảng 70 pound (32 kg), 10 lb (4,5 kg), 44 lb (20 kg) và 75 lb (34 kg). Trong năm 2020, máy Giga Press với khả năng đúc trên 100 kilôgam (220 lb) được dùng để sản xuất chi tiết nguyên khối cho mẫu xe điện Tesla Model Y.
Vật liệu dùng xác định độ dày mặt cắt tối thiểu và góc trống trong khuôn tối thiểu cần thiết cho quá trình đúc được trình bày trong bảng dưới đây. Phần dày nhất nên nhỏ hơn 13 mm (0,5 in) nhưng có thể lớn hơn.
| Kim loại          | Mặt cắt tối thiểu  | Góc trống tối thiểu |
| ----------------- | ------------------ | ------------------- |
| Hợp kim nhôm      | 0,89 mm (0,035 in) | 1:100 (0,6°)        |
| Đồng thau và đồng | 1,27 mm (0,050 in) | 1:80 (0,7°)         |
| Hợp kim magnesi   | 1,27 mm (0,050 in) | 1:100 (0,6°)        |
| Hợp kim kẽm       | 0,63 mm (0,025 in) | 1:200 (0,3°)        |

## Thiết kế hình học
Có một số tính chất hình học cần được xem xét khi tạo mô hình tham số khuôn đúc:
- Góc trống trong khuôn là độ dốc hoặc độ côn của lõi hoặc các chi tiết khác của lòng khuôn để có thể dễ dàng đẩy vật đúc ra khỏi khuôn. Tất cả các bề mặt đúc khuôn song song với hướng mở của khuôn cần phải có góc trống để đẩy vật đúc ra khỏi khuôn một cách thích hợp.[13] Các khuôn đúc có góc trống phù hợp sẽ dễ dàng tháo sản phẩm ra khỏi khuôn và khiến bề mặt chất lượng tốt và chính xác hơn.
- Góc lượn là chỗ nối cong của hai bề mặt để tránh một góc nhọn hoặc cạnh sắc. Hoặc đơn giản là có thể thêm góc lượn vào khuôn để loại bỏ các góc cạnh không mong muốn.[14]
- Đường phân khuôn là đường giao của hai mặt khác nhau trong một khuôn. Đường phân khuôn xác định ra nửa khuôn tĩnh và nửa khuôn động.[15]
- Vấu lồi được thêm vào khuôn đúc để làm điểm chốt chi tiết cần lắp vào. Để có khuôn có tính nhất nhất quán và độ bền tối đa, các vấu lồi phải có thành dày đồng đều phổ biến.[16]
- Gờ gân thêm vào khuôn đúc để có thể giúp cho thiết kế lên yêu cầu độ bền tối đa mà không làm tăng độ dày thành.[17]
- Lỗ và cửa khuôn cần được xem xét đặc biệt vì đường bao của những hình dạng này sẽ bám vào sản phẩm đúc khi đông cứng. Để khắc phục nên bổ sung góc trống vào các lỗ và cửa.[18]

## Trang thiết bị
Có hai loại máy đúc khuôn cơ bản: máy buồng nóng và máy buồng nguội. Phân loại này dựa trên lực kẹp sinh ra. Tỷ lệ điển hình là từ 400 và 4.000 st (2.500 và 25.400 kg).

### Đúc khuôn buồng nóng

Sơ đồ máy đúc áp lực buồng nóng

Còn gọi là máy cổ ngỗng, đúc áp lực buồng nóng dựa vào một lượng kim loại nóng chảy để cung cấp cho khuôn. Vào đầu chu kỳ, piston lùi lại cho phép kim loại nóng rót đầy "cổ ngỗng". Sau đó, dùng năng lượng khí nén hoặc thủy lực, piston đẩy kim loại này ra khỏi cổ ngỗng vào khuôn. Ưu điểm của hệ thống này là chu kỳ nhanh (khoảng 15 chu kỳ một phút) và thuận lợi khi nấu chảy kim loại trong máy đúc. Nhược điểm là chỉ sử dụng hạn chế với kim loại có nhiệt độ nóng chảy thấp và không thể dùng đúc nhôm vì sẽ hòa tan cả sắt trong bể nóng chảy. Do đó, máy buồng nóng chủ yếu được sử dụng cho hợp kim kẽm, thiếc và chì.

### Đúc khuôn buồng nguội

Sơ đồ máy đúc áp lực buồng nguội

Phương án này áp dụng khi hợp kim đúc không thể đúc trong máy buồng nóng; bao gồm hợp kim nhôm, kẽm với thành phần nhiều là nhôm, magnesi và đồng. Quy trình bắt đầu bằng việc nấu chảy kim loại trong lò nung riêng biệt. Sau đó, một lượng kim loại nóng chảy chính xác được đưa đến máy buồng nguội, đưa vào buồng thổi (hoặc xi lanh phun) chưa được làm nóng. Kim loại nóng chảy được dẫn động vào khuôn bằng piston thủy lực hoặc cơ khí. Nhược điểm lớn nhất là chu kỳ thời gian chậm hơn do phải chuyển kim loại nóng chảy từ lò nung sang máy buồng nguội.

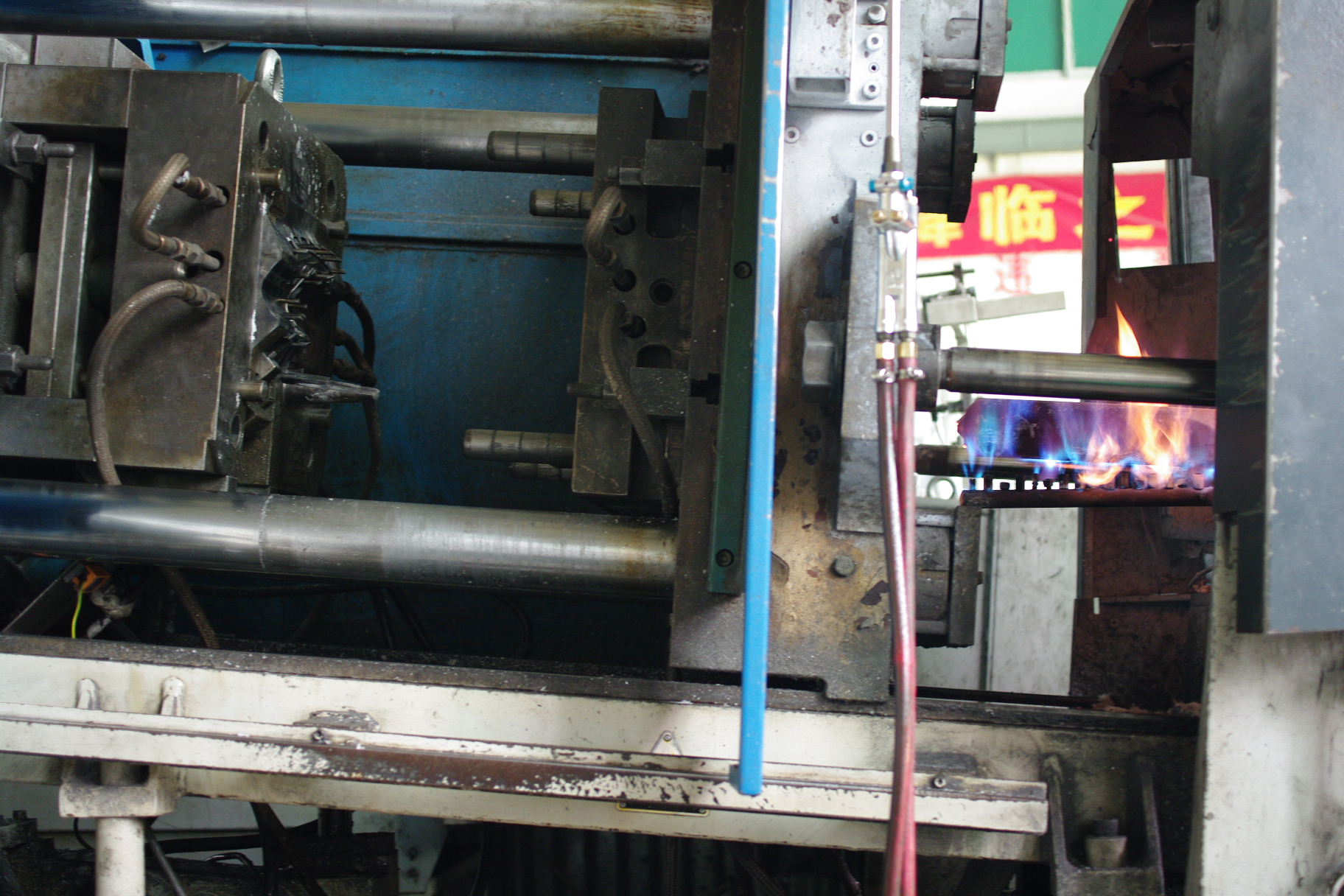
Mở dụng cụ và vòi phun
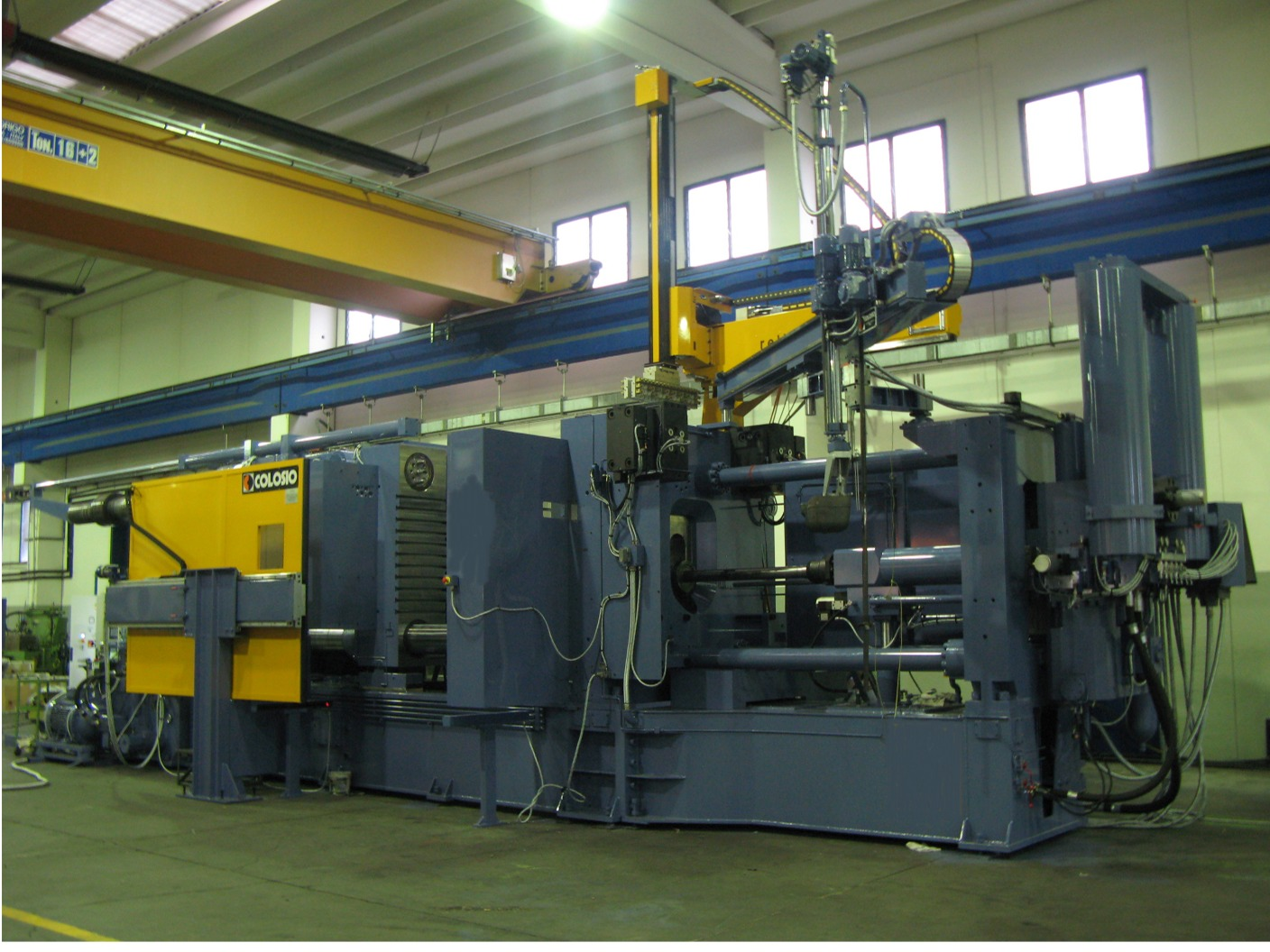
Toàn bộ máy buồng nguội

## Khuôn hoặc công cụ

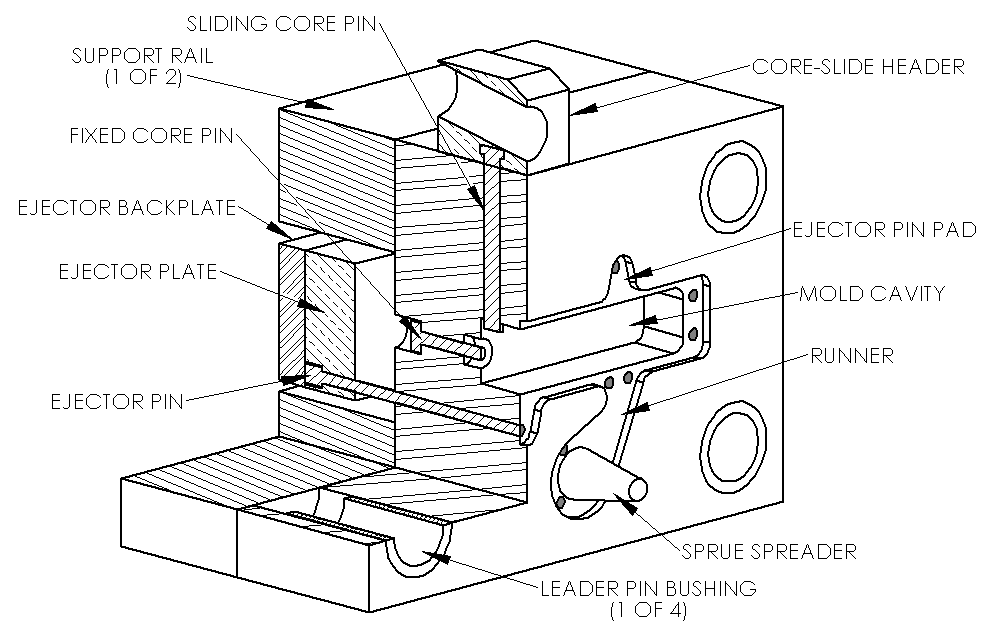
Nửa khuôn động

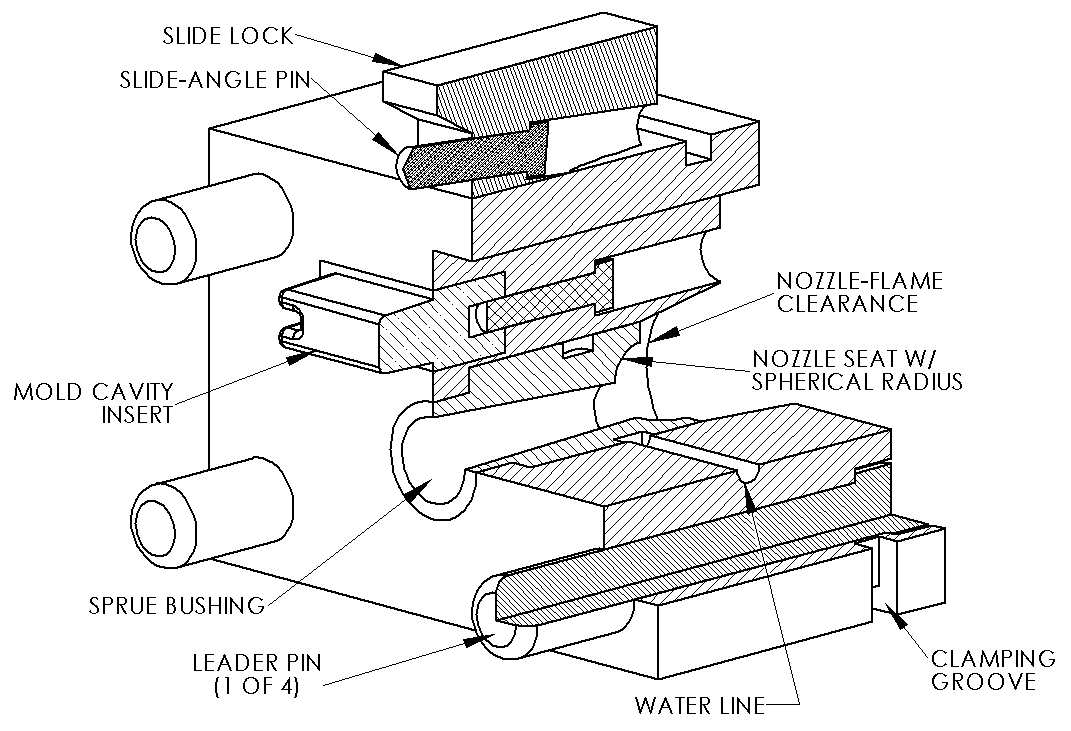
Nửa khuôn tĩnh

Hai khuôn được sử dụng trong quá trình đúc khuôn là "nửa khuôn tĩnh" và "nửa khuôn động". Hai khuôn gặp nhau ở đường phân khuôn. Khuôn tĩnh có chứa thân đậu rót (với máy buồng nóng) hoặc lỗ thổi (với máy buồng nguội), cho phép kim loại lỏng chảy vào khuôn. Khuôn động chứa các chốt đẩy và thường là rãnh chính tức đường dẫn từ thân đậu rót hoặc lỗ thổi tới lòng khuôn. Khuôn tĩnh được đặt cố định, hoặc phía trước, tấm ép của máy đúc, còn khuôn động được gắn vào tấm ép di chuyển. Lòng khuôn được cắt thành hai insert gắn lên lòng khuôn để dễ thay thế khi mòn.
Khuôn đúc được thiết kế để vật đúc hoàn thiện sẽ trượt ra khỏi nửa khuôn tĩnh và nằm trong nửa khuôn động khi mở ra. Nửa khuôn động có các chốt đẩy để đẩy sản phẩm ra khỏi khuôn vào mỗi chu kỳ. Các chốt đẩy được tấm chốt đẩy dẫn động, giúp truyền động chính xác cùng một lực đồng thời tới tất cả các chốt để vật đúc không bị hỏng. Tấm chốt đẩy cũng thu lại các chốt sau khi đẩy vật đúc ra để chuẩn bị cho chu kỳ tiếp theo. Phải có đủ chốt đẩy để giữ cho tổng lực trên mỗi chốt ở mức thấp, vì vật đúc vẫn còn nóng và có thể bị hỏng do lực quá mạnh. Các chốt vẫn để lại dấu vết trên vật đúc nên phải được đặt ở những vị trí không ảnh hưởng đến chất lượng sản phẩm.
Các thành phần khác bao gồm lõi và bàn trượt. Lõi là các thành phần thường tạo ra lỗ hoặc chi tiết mở và các chi tiết khác. Có ba loại lõi: cố định, di chuyển và rời. Các lõi cố định định hướng song song với hướng kéo của khuôn (tức là hướng mà khuôn mở ra), do đó được cố định hoặc gắn vĩnh viễn vào khuôn. Các lõi di động được định hướng theo bất kỳ hướng nào không song song với hướng kéo. Các lõi này phải được lấy ra khỏi lòng khuôn sau khi đẩy vật đúc, nhưng với cơ chế riêng biệt trước khi mở khuôn. Các bàn trượt tương tự như các lõi có thể di chuyển được, nhưng dùng để tạo ra các bề mặt rãnh trong. Lõi có thể di chuyển và bàn trượt làm tăng đáng kể chi phí khuôn. Lõi rời dùng để đúc các đặc điểm phức tạp, chẳng hạn như lỗ ren. Các lõi rời được đưa một cách thủ công vào khuôn trước mỗi chu kỳ và cùng chi tiết bị đẩy ra vào cuối chu kỳ. Sau đó, phải dùng tay để gỡ lõi ra. Lõi rời là loại lõi đắt tiền nhất vì tốn thêm nhân công và tăng thời gian chu kỳ. Các đặc điểm khác trong khuôn bao gồm các đường làm mát bằng nước và lỗ thông khí dọc theo đường phân khuôn. Các lỗ thông khí này thường rộng và mỏng (khoảng 0,13 mm hay 0,005 in) để khi bắt đầu lấp đầy, kim loại lỏng nhanh chóng đông đặc và giảm thiểu phế liệu. Đậu ngót không được sử dụng do áp lực cao đảm bảo kim loại vào liên tục từ rãnh rót.
Các đặc tính vật liệu quan trọng nhất của khuôn là tính chịu sốc nhiệt và  mềm hoá khi gia nhiệt; các đặc tính quan trọng khác bao gồm độ thấm tôi, khả năng gia công, tính chống tạo vết nứt nhiệt, tính hàn được, tính khả dụng (đặc biệt đối với khuôn lớn hơn) và giá thành. Tuổi thọ khuôn phụ thuộc trực tiếp vào nhiệt độ kim loại nóng chảy và chu kỳ thời gian. Khuôn thường được làm bằng thép dụng cụ cứng vì gang không thể chịu được áp suất cao, nên giá thành khuôn rất đắt, dẫn đến chi phí ban đầu cao. Kim loại được đúc ở nhiệt độ cao hơn yêu cầu khuôn được chế tạo từ thép hợp kim cao hơn.
| Thành phần khuôn | Kim loại đúc      | Kim loại đúc      | Kim loại đúc       | Kim loại đúc        | Kim loại đúc       | Kim loại đúc        |
| Thành phần khuôn | Thiếc, chì và kẽm | Thiếc, chì và kẽm | Nhôm và magnesi    | Nhôm và magnesi     | Đồng và đồng thau  | Đồng và đồng thau   |
| Thành phần khuôn | Vật liệu          | Độ cứng           | Vật liệu           | Độ cứng             | Vật liệu           | Độ cứng             |
| ---------------- | ----------------- | ----------------- | ------------------ | ------------------- | ------------------ | ------------------- |
| Insert           | P20               | 290–330 HB        | H13                | 42–48 HRC           | DIN 1.2367         | 38–44 HRC           |
| Insert           | H11               | 46–50 HRC         | H11                | 42–48 HRC           | H20, H21, H22      | 44–48 HRC           |
| Insert           | H13               | 46–50 HRC         |                    |                     |                    |                     |
| Lõi              | H13               | 46–52 HRC         | H13                | 44–48 HRC           | DIN 1.2367         | 40–46 HRC           |
| Lõi              |                   |                   | DIN 1.2367         | 42–48 HRC           |                    |                     |
| Chốt lõi         | H13               | 48–52 HRC         | DIN 1.2367 prehard | 37–40 HRC           | DIN 1.2367 prehard | 37–40 HRC           |
| Thân đậu rót     | H13               | 48–52 HRC         | H13 DIN 1.2367     | 46–48 HRC 44–46 HRC | DIN 1.2367         | 42–46 HRC           |
| Đầu phun         | 420               | 40–44 HRC         | H13                | 42–48 HRC           | DIN 1.2367 H13     | 40–44 HRC 42–48 HRC |
| Chốt đẩy         | H13               | 46–50 HRC         | H13                | 46–50 HRC           | H13                | 46–50 HRC           |
| Ống nối cần đẩy  | H13               | 46–50 HRC         | H13 DIN 1.2367     | 42–48 HRC           | DIN 1.2367 H13     | 42–46 HRC           |
| Khối giữ         | 4140 prehard      | ~ 300 HB          | 4140 prehard       | ~ 300 HB            | 4140 prehard       | ~ 300 HB            |

Chế độ hỏng hóc chính đối với khuôn đúc là mòn cơ học hoặc ăn mòn. Các chế độ hư hỏng khác là nứt nhiệt và mỏi nhiệt. Nứt nhiệt là khi bề mặt khuôn xuất hiện các vết nứt do sự thay đổi nhiệt độ lớn trong mỗi chu kỳ. Mỏi nhiệt là khi các vết nứt bề mặt xảy ra sau nhiều chu kỳ.
|                                   | Kẽm       | Nhôm       | Magnesi    | Đồng thau (vàng pha chì) |
| --------------------------------- | --------- | ---------- | ---------- | ------------------------ |
| Tuổi thọ khuôn tối đa [số chu kỳ] | 1.000.000 | 100.000    | 100.000    | 10.000                   |
| Nhiệt độ khuôn [°C (°F)]          | 218 (425) | 288 (550)  | 260 (500)  | 500 (950)                |
| Nhiệt độ đúc [°C (°F)]            | 400 (760) | 660 (1220) | 760 (1400) | 1090 (2000)              |

## Quá trình
Bốn bước trong đúc khuôn truyền thống hay đúc áp lực, cũng là cơ sở cho bất kỳ biến thể đúc nào: chuẩn bị khuôn, bơm kim loại lỏng vào khuôn, tháo rút và lắc khuôn (lấy vật đúc). Khuôn được chuẩn bị bằng cách phun chất bôi trơn vào lòng khuôn. Chất bôi trơn vừa giúp kiểm soát nhiệt độ khuôn và hỗ trợ quá trình tháo khuôn. Sau đó đóng khuôn lại và bơm kim loại nóng chảy vào khuôn dưới áp suất cao từ 10 và 175 mêgapascal (1.500 và 25.400 psi). Khi lòng khuôn đã đầy, áp suất được duy trì cho đến khi vật đúc đông đặc. Sau đó mở khuôn và tháo rút (khác nhau vì có thể một khuôn có nhiều lòng, tạo ra nhiều vật đúc cho mỗi mẻ) nhờ chốt đẩy đẩy ra. Cuối cùng là quá trình lắc khuôn bao gồm việc tách mảnh vụn, bao gồm rãnh phân chia, rãnh chính, thân đậu rót và ba via. Việc này thường được thực hiện bằng cách sử dụng khuôn cắt đặc biệt trong máy ép điện hoặc máy ép thủy lực. Các phương pháp khác để loại bỏ là cưa và mài. Một phương pháp ít tốn công hơn là đập nếu các rãnh phân chia mỏng và dễ bị phá vỡ; để tách các rãnh này khỏi thành phẩm. Phế liệu này sẽ được nấu chảy để tái chế. Hiệu suất xấp xỉ 67%.
Phun áp suất cao giúp cho việc điền đầy khuôn nhanh chóng, với yêu cầu toàn bộ lòng khuôn phải được lấp đầy trước khi quá trình đông đặc bắt đầu. Điều này để tránh  khuyết điểm đúc do gián đoạn vật liệu ngay cả khi hình dạng vật đúc có những thành mỏng khó lấp đầy. Vấn đề là lấp đầy quá nhanh khiến không khí chưa kịp thoát ra ngoài tạo nên rỗ xốp. Giảm thiểu hiện tượng này bằng cách đặt các lỗ thông hơi dọc theo đường phân khuôn. Tuy nhiên, ngay cả trong một quá trình tinh chế cao vẫn sẽ tồn tại lỗ xâm kim trong vật đúc.

### Kiểm tra chất lượng
Sau khi loại bỏ via thừa, vật đúc được kiểm tra khuyết điểm. Các khuyết điểm thường thấy nhất là khuyết vật liệu và nứt nguội. Những khuyết điểm này có thể do khuôn nguội, nhiệt độ kim loại thấp, kim loại bẩn, thiếu lỗ thông hơi hoặc quá nhiều chất bôi trơn. Các khuyết điểm khác có thể kể như rỗ xốp, rỗ co, vết nứt nóng và vân song. Vân song là vết dòng chảy trên bề mặt vật đúc do rót kém, góc nhọn hoặc quá nhiều chất bôi trơn.

### Chất bôi trơn
Chất bôi trơn còn gọi là sơn khuôn, chất tách khuôn. Chất bôi trơn từ nước được dùng nhiều nhất vì lý do sức khỏe, môi trường và an toàn. Không giống như chất bôi trơn gốc dung môi, nếu nước được xử lý thích hợp để loại bỏ tất cả các khoáng chất, sẽ không để lại bất kỳ chất gì trong khuôn. Nếu nước không được xử lý đúng cách, các khoáng chất có thể gây khuyết điểm bề mặt và đứt đoạn.
Ngày nay, nhũ tương "nước trong dầu" và "dầu trong nước" được sử dụng, vì nước sẽ làm nguội bề mặt khuôn bằng cách bay hơi lắng đọng dầu hỗ trợ quá trình phun. Hỗn hợp nhũ tương phổ biến gồm tỷ lệ nước và dầu là 30:1. Trong các trường hợp cực hạn, tỷ lệ này có thể lên tới 100:1. Dầu được sử dụng bao gồm dầu cặn nặng (HRO - Heavy residual oil), mỡ động vật, dầu thực vật, dầu tổng hợp và hỗn hợp các thành phần này. Ở nhiệt độ phòng, HRO có dạng sệt ở nhưng với nhiệt độ cao trong khuôn đúc, dầu tạo thành một màng mỏng. Các chất khác như than chì, nhôm, mica,... được thêm vào để kiểm soát độ nhớt và nhiệt tính của nhũ tương. Các chất phụ gia hóa học khác được dùng để ức chế quá trình gỉ sét và oxy hóa. Ngoài ra, chất nhũ hóa được thêm vào để cải thiện quá trình tạo nhũ tương, như xà phòng, este, oxide etylen.
Trước đây thường dùng chất bôi trơn gốc dung môi như dầu diesel và dầu hỏa. Những thứ này khá tốt để lấy chi tiết ra khỏi khuôn nhưng mỗi lần đẩy ra đều tạo nên phản ứng nổ nhỏ, làm cho carbon tích tụ dần trên lòng khuôn. Lợi điểm là các chất này dễ thoa đều hơn so với chất bôi trơn từ nước.

### Ưu điểm
Ưu điểm của đúc khuôn:
- Độ chính xác rất cao (phụ thuộc vào vật liệu đúc, nhưng thường là 0,1 mm cho 2,5 cm đầu tiên (0,004 inch cho 1 inch đầu tiên) và 0,02 mm cho mỗi cm tiếp theo (0,002 inch cho mỗi inch tiếp theo)).
- Bề mặt đúc nhẵn (Ra 1–2,5 micrômét hay 0,04–0,10 thou[note 3] rms).
- Đúc được thành mỏng hơn so với khuôn cát và đúc khuôn vĩnh cửu (khoảng 0,75 mm hay 0,030 in).
- Chi tiết đệm có thể được đúc bên trong (như miếng đệm có ren, bộ phận gia nhiệt và bề mặt chịu lực có độ bền cao).
- Giảm hoặc loại bỏ các hoạt động gia công thứ cấp.
- Tốc độ sản xuất nhanh chóng.
- Vật đúc độ bền kéo cao tới 415 mêgapascal (60 ksi).
- Đúc kim loại có độ chảy lỏng thấp.

### Nhược điểm
Nhược điểm chính của đúc áp lực là chi phí vốn rất cao. Cả thiết bị đúc cần thiết, khuôn đúc và các thành phần liên quan đều rất tốn kém so với hầu hết các quá trình đúc khác. Vì vậy, để đúc khuôn có tính kinh tế, cần phải sản xuất khối lượng lớn. Các nhược điểm khác là:
- Không áp dụng được với kim loại có nhiệt độ nóng chảy và tỷ trọng cao như gang thép.[33]
- Khối lượng đúc trước đây được giới hạn trong khoảng 30 gam (1 oz) đến 10 kg (20 lb),[note 4][12] (nhưng từ năm 2018 thực tế có thể đưa một mẻ lên 80 kilôgam (180 lb)[34])
- Trong quá trình đúc khuôn tiêu chuẩn, vật đúc cuối cùng vẫn có một lượng nhỏ lỗ xâm kim. Từ đó không thể xử lý nhiệt hoặc hàn được vì nhiệt làm cho khí trong lỗ xâm kim nở ra, tạo ra các vết nứt nhỏ bên trong và bong tróc bề mặt.[5] Một số công ty tìm ra cách giảm rỗ xốp, cho phép vẫn có thể hàn hay xử lý nhiệt một cách hạn chế. Thành phẩm từ đúc khuôn phải được chấp nhận về độ mềm, các vật cần tôi cứng thì không thể đúc khuôn được.

## Biến thể

### Acurad
Acurad là quá trình đúc khuôn được General Motors phát triển cuối thập niên 1950 và 1960. Tên này là từ viết tắt chữ đầu của accurate - chính xác, reliable - đáng tin cậy và dense - đậm đặc. Acurad kết hợp sự rót ổn định và đông cứng có định hướng với thời gian chu kỳ nhanh của đúc khuôn truyền thống. Quá trình này tiên phong cho bốn công nghệ đột phá trong đúc khuôn: phân tích nhiệt, mô hình chảy và điền khuôn, khuôn đúc xử lý nhiệt và độ toàn vẹn cao, đúc ép gián tiếp (trình bày bên dưới).
Phân tích nhiệt là bước đầu tiên cho bất kỳ quá trình đúc nào. Điều này được thực hiện bằng cách tạo ra tín hiệu điện analog của hệ thống nhiệt. Một mặt cắt của các khuôn được vẽ trên giấy dẫn điện Teledeltos rồi đến các mẫu tải nhiệt và làm mát được vẽ lên giấy. Các đường nước được biểu diễn bằng các nam châm có kích thước khác nhau. Độ dẫn nhiệt được biểu thị bằng nghịch đảo giá trị điện trở suất của giấy.
Acurad sử dụng hệ thống điền đầy đáy yêu cầu dòng chảy đầu vào ổn định. Quá trình tư duy logic, thử và lỗi được sử dụng vì phân tích bằng máy tính chưa ra đời. Mô hình này là tiền thân của mô hình chảy và điền khuôn trên máy tính.
Hệ thống Acurad là quá trình đúc khuôn đầu tiên có thể đúc thành công các hợp kim nhôm có hàm lượng sắt thấp, chẳng hạn như A356 và  A357. Trong quy trình đúc khuôn truyền thống, các hợp kim này sẽ dính khuôn. Tương tự, vật đúc Acurad có thể được xử lý nhiệt và đáp ứng tiêu chuẩn quân sự Hoa Kỳ MIL-A-21180-D.
Cuối cùng, hệ thống Acurad sử dụng thiết kế được cấp bằng sáng chế piston tháo kép. Ý tưởng là sử dụng một piston thứ hai (nằm trong piston chính) để tạo áp lực sau khi mẻ phun đã đông cứng một phần xung quanh chu vi khoang đúc và ống nối tháo rút. Dù không hiệu quả lắm, hệ thống này giúp cho nhà sản xuất máy Acurad Ube Industries phát hiện ra rằng việc dùng piston chính tạo áp suất vừa đủ vào đúng thời điểm về sau của chu kỳ sẽ có hiệu quả; đây là đúc ép gián tiếp.

### Không rỗ
Khi vật đúc yêu cầu không được phép có rỗ xốp thì sẽ dùng quá trình đúc không rỗ. Quá trình này giống với tiêu chuẩn ngoại trừ oxy được bơm vào khuôn trước mỗi mẻ liệu để lọc hết không khí ra khỏi lòng khuôn. Khi kim loại nóng chảy điền đầy khuôn, khí oxy kết hợp tạo nên các hạt oxide nhỏ rải rác có thể loại bỏ các rỗ xốp khí gần như hoàn toàn. Ngoài ra có thêm một ưu điểm nữa là gia tăng độ bền. Không giống như vật đúc tiêu chuẩn, thành phẩm quá trình này có thể nhiệt luyện và hàn được. Quá trình áp dụng cho đúc hợp kim nhôm, kẽm và chì.

### Đúc hút chân không
Đúc áp lực chân không (VHPDC - vacuum high pressure die casting) sử dụng một máy bơm chân không hút khí khỏi lòng khuôn và hệ thống rót kim loại trước và trong khi phun. Đúc hút chân không làm giảm rỗ xốp, cho phép xử lý nhiệt và hàn, cải thiện hoàn thiện bề mặt và có thể tăng độ bền.

### Đúc phun trực tiếp
Đúc khuôn phun trực tiếp (direct-injection die casting) hoặc đúc khuôn không kênh dẫn (runnerless die casting) là quá trình đúc khuôn kẽm trong đó kẽm nóng chảy được ép qua một ống góp nung nóng và sau đó qua các vòi phun mini cũng nung nóng, dẫn vào lòng khuôn. Ưu điểm là chi phí cho mỗi chi tiết thấp hơn, thông qua việc giảm phế liệu (bằng cách loại bỏ thân đậu rót, miệng phun và kênh dẫn) và tiết kiệm năng lượng, cho chất lượng bề mặt tốt hơn thông qua chu kỳ làm mát chậm hơn.

### Đúc bán lỏng
Đúc bán lỏng (Semi-solid die casting) sử dụng kim loại được gia nhiệt giữa nhiệt độ pha lỏng và pha rắn hoặc nhiệt độ eutecti, để nằm ở trạng thái "nhão sệt". Kỹ thuật này cho phép đúc các chi tiết phức tạp hơn và thành mỏng hơn. Phương pháp đúc bán lỏng được chia làm hai công nghệ: đúc lưu biến (Rheocasting) và đúc ép lỏng (Thixocasting).